# Phan Văn Anh Vũ
Phan Văn Anh Vũ (sinh ngày 2 tháng 11 năm 1975), biệt danh Vũ nhôm, là một doanh nhân Việt Nam. Ông sống tại quận Hải Châu, thành phố Đà Nẵng, được xem là trùm bất động sản ở Đà Nẵng. Phan Văn Anh Vũ là cựu Chủ tịch Hội đồng Thành viên The Sunrise Bay Đà Nẵng, Chủ tịch Hội đồng Quản trị Công ty cổ phần Xây dựng Bắc Nam 79 ở Đà Nẵng (10% cổ phần DongA Bank), Chủ tịch Hội đồng Quản trị Công ty cổ phần Nova Bắc Nam 79 ở TP.HCM, Chủ tịch Hội đồng Thành viên Công ty IVC. Kể từ đầu năm 2017 ông Vũ được nhắc nhở tới nhiều liên quan đến các cuộc điều tra của công an về vấn đề bất động sản ở Đà Nẵng.
Tại buổi gặp mặt các tướng lĩnh Quân đội đã nghỉ hưu ngày 21/12 nhân kỷ niệm 73 năm Ngày thành lập Quân đội Nhân dân Việt Nam, Bí thư Thành ủy Đà Nẵng Trương Quang Nghĩa cho biết Vũ "nhôm" mang quân hàm Thượng tá công an.
Từ tháng 4 đến tháng 10 năm 2017, Phan Văn Anh Vũ tuần tự rút vốn khỏi các công ty mình quản lý. Trong tháng 12 năm 2017, Phan Văn Anh Vũ đột ngột bỏ trốn và bị Bộ Công an ra lệnh truy nã vào ngày 22/12/2017. Ngày 28/12, ông Vũ bị Cục Quản lí Xuất nhập cảnh Singapore tạm giam, khi ông định rời khỏi Singapore sang Malaysia, vì ông Vũ mang theo 2 hộ chiếu với 2 nhân thân khác nhau mà đều do chính quyền Việt Nam cấp. Ngày 4/1/2018, ông Vũ bị trục xuất về Việt Nam và bị công an bắt tại sân bay quốc tế Nội Bài.

## Xuất thân
Phan Văn Anh Vũ là con trai út trong một gia đình nghèo đông anh em. Phan Văn Anh Vũ phải bỏ học từ lớp 11 để đi làm thêm phụ giúp gia đình. Lúc đầu Phan Văn Anh Vũ làm thợ phụ nhôm kính cho người khác, sau đó mở cửa hàng kinh doanh nhôm kính cao cấp ở số 32 đường Quang Trung, quận Hải Châu, thành phố Đà Nẵng. Từ đó Phan Văn Anh Vũ có biệt danh Vũ "nhôm". Theo Phan Văn Anh Vũ khai báo với Hội đồng Xét xử Tòa án Nhân dân Thành phố Hồ Chí Minh xử sơ thẩm vụ án Trần Phương Bình ngày 27 tháng 11 năm 2018 thì ngoài tên gọi Vũ nhôm, Phan Văn Anh Vũ còn có các tên gọi khác là Lê Văn Sáu và Trần Đại Vũ, có hai quốc tịch (Việt Nam và Antigua và Barbuda).

### Quan hệ với chính quyền
Phan Văn Anh Vũ được tuyển dụng vào lực lượng công an nhân dân, biên chế là nhân viên tình báo của Tổng cục Tình báo - Bộ Công an, từ 1.10.2009, sau đó được thăng lên hàm Thượng tá. Sau khi phát hiện những sai phạm của Vũ, ngày 20.9.2017, Bộ Công an đã có quyết định kỷ luật giáng cấp bậc từ Thượng tá xuống trung tá, đồng thời cách chức phó trưởng phòng biệt phái và cho xuất ngũ ra khỏi lực lượng công an. Sau đó, Vũ bị khởi tố và bắt tạm giam, đến ngày 25.5.2018 thì bị khai trừ khỏi Đảng.
Theo hồ sơ các vụ án, trong quá trình hoạt động trên danh nghĩa cán bộ tình báo, Vũ được tổng cục cho phép sử dụng thêm các tên gọi khác là Lê Văn Sáu và Trần Đại Vũ, đồng thời cho phép sử dụng 2 công ty để làm tổ chức bình phong, gồm: CTCP xây dựng Bắc Nam 79 và CTCP Nova Bắc Nam 79, đều do Vũ làm chủ tịch HĐQT, hoặc là người đại diện theo pháp luật.

## Sự nghiệp
Năm 1997 ông thành lập Công ty Trách nhiệm hữu hạn Xây dựng 79. Đường kinh doanh của Vũ "nhôm" đa phần là các thương vụ thâu tóm, mua bán đất vàng. Ông Vũ được cho là có tham gia trực tiếp hoặc gián tiếp vào việc thao túng thị trường địa ốc Đà Nẵng và các khu đất vàng bằng cách chuyên lập ra các dự án và xin đất của Nhà nước (ngay từ thời ông Nguyễn Bá Thanh làm Bí thư Thành ủy và ông Trần Văn Minh làm chủ tịch Ủy ban Nhân dân thành phố Đà Nẵng), rồi bán lại cho người khác mang lại nguồn thu nhập hàng trăm, thậm chí hàng nghìn tỷ đồng. Cột mốc là Công ty Cổ phần Xây dựng 79 có trụ sở chính tại Đà Nẵng, được thành lập từ năm 2002, trong đó ông là Chủ tịch Hội đồng Quản trị và là người đại diện pháp luật của doanh nghiệp. Công ty CP Xây dựng 79 hoạt động kinh doanh đa ngành: xây dựng, bất động sản, khách sạn, nhà hàng... Ông Vũ "nhôm" từng là Chủ tịch Hội đồng Quản trị Công ty Cổ phần Nova Bắc Nam 79 (có trụ sở tại TP HCM). Ông cũng là người đại diện pháp luật của Công ty Cổ phần Xây dựng Bắc Nam 79 (TP Đà Nẵng) và có chân trong Công ty I.V.C. Ngoài ra ông còn nắm giữ 80% cổ phần ở Công ty TNHH Phú Gia Compound.

### Thoái vốn trốn chạy
- Tại Công ty TNHH Minh Hưng Phát (là công ty đã tặng xe cho cựu Bí thư Đà Nẵng Nguyễn Xuân Anh, nay đổi tên thành Công ty TNHH Phú Gia Compound), ngày 7/4/2017 ông Vũ đã rút toàn bộ 40 tỷ đồng, tương đương 80% vốn điều lệ của doanh nghiệp này.
- Tại Dự án Vành Trăng Khuyết (The Sunrise Bay), Công ty CP Xây dựng 79 và Công ty CP Nova Bắc Nam 79 của ông Vũ từ ngày 19/4/2017 - 28/6/2017 đã rút 100% vốn khỏi Công ty TNHH Sunrise Bay chủ sở hữu dự án. 99% cổ phần của công ty này đang được nắm giữ bởi Công ty CP Thương mại Đầu tư Phát triển Hoàng Huy. Người đại diện pháp luật của Công ty Hoàng Huy hiện tại là bà Phan Đỗ Hạnh kiêm Tổng Giám đốc là người của Công ty CP Cảng Rau Quả (VGP).
- Tuy nhiên, ngày 26/4/2017, ông Vũ đã rút toàn bộ 650 tỷ đồng, tương đương 92,86% vốn Công ty CP Xây dựng Bắc Nam 79. Công ty CP Nova Bắc Nam 79 hiện cũng không còn cổ phần của ông Vũ và đổi tên thành Công ty CP Đầu tư và Phát triển Chấn Phong. Trong tháng 12 năm 2017, Chấn Phong thoái vốn tại Tổng Công ty Thủy sản Việt Nam (Seaprodex) và thu gần 400 tỷ đồng.[18]

### Sở hữu kẹt lại
Theo Ngân hàng Đông Á, Công ty Xây dựng Bắc Nam 79 và ông Phan Văn Anh Vũ đang sở hữu 637 tỉ đồng tại DongA Bank. Lý do ông Vũ không thể thoái vốn ở đây là vì từ đầu tháng 8/2015, Ngân hàng Đông Á đã nằm trong diện giám sát đặc biệt của Ngân hàng Nhà nước, các cổ đông của DongA Bank chỉ có thể bán cổ phần DongA Bank nếu được Ngân hàng Nhà nước chấp thuận trên cơ sở đề xuất của Ban Kiểm soát đặc biệt.

## Sai phạm Khu Đô thị Quốc tế Đa Phước
Sáng 10/4/2017, Phó Thủ tướng Thường trực Chính phủ Trương Hòa Bình đã yêu cầu Bộ Công an khẩn trương vào cuộc điều tra, xác minh làm rõ về việc thi công hút cát trái phép tại biển Cửa Đại - Hội An vận chuyển về để xây dựng tại dự án Khu Đô thị Quốc tế Đa Phước - Đà Nẵng. Theo báo Tạp chí Giao thông vận tải, dự án Khu Đô thị Quốc tế Đa Phước chưa có đánh giá tác động môi trường mà The Sunrise Bay Đà Nẵng vẫn cho thi công trong nhiều năm qua; đến khi bị đình chỉ thi công thì vẫn mở bán nhà phố, biệt thự công khai rầm rộ.

## Biếu tặng xe, nhượng nhà
Việc ông Nguyễn Xuân Anh sử dụng ôtô do Công ty TNHH Minh Hưng Phát biếu tặng cũng như 2 căn nhà 45-47 Nguyễn Thái Học của Công ty IVC và Công ty TNHH Minh Hưng Phát (cả hai công ty được cho là có liên quan đến ông Phan Văn Anh Vũ) là một trong những lý do khiến ông Xuân Anh mất chức Bí thư Thành ủy Đà Nẵng cũng như chức Ủy viên Trung ương Đảng. Hai căn nhà 45-47 Nguyễn Thái Học, phường Hải Châu 1, quận Hải Châu đều là nhà công sản, căn nhà trước bán cho Công ty IVC năm 2008, còn căn nhà sau cho Công ty TNHH Minh Hưng Phát năm 2009. Cả ông Hồ Ánh, Thư kí của Nguyễn Xuân Anh cho tới đầu năm 2018 là Phó phòng Tổng hợp Văn phòng Thành ủy Đà Nẵng, và vợ cũng được vợ chồng ông Vũ "nhôm" năm 2013 ủy quyền toàn quyền sử dụng lô đất, nhà, tài sản gắn liền trên thửa đất tại địa chỉ 51 Nguyễn Thái Học.
Năm 2016, Công ty Nova Bắc Nam 79 của ông Phan Văn Anh Vũ cũng đã tặng Công an thành phố Đà Nẵng 50 xe môtô Yamaha Exciter 150cc thêm 4 môtô đặc chủng đang đặt. Tổng số 54 môtô do công ty này tài trợ trị giá trên 4 tỷ đồng.

## Các nghi ngờ sai phạm khác trong bất động sản
Trong tháng 9 năm 2017, Cơ quan An ninh Điều tra (A92-Bộ Công an) đã có Công văn 817 điều tra 9 dự án đầu tư và 31 nhà, đất công sản thuộc sở hữu nhà nước tại Đà Nẵng từ năm 2006. Các dự án, nhà công sản trên đều nằm tại trung tâm Tp Đà Nẵng và được xem là những khu đất vàng (Thương vụ như khu đất phía Nam cuối đường Phạm Văn Đồng mang lại cho ông Vũ con số chênh lệch lên tới gần 500 tỷ đồng. Năm 2006, UBND thành phố chuyển nhượng cho ông H. và bà N. với tổng giá trị hợp đồng là 84 tỉ đồng. Đến năm 2008, ông H. và bà N. không triển khai thực hiện dự án, đã ủy quyền cho ông Phan Văn Anh Vũ chuyển nhượng cho ông Phạm Đăng Quan với giá chuyển nhượng là 581,526 tỉ đồng (thu chênh lệch 495,374 tỉ đồng)):
1. Khu đô thị Harbour Ville do Công ty CP Đầu tư Mega làm chủ đầu tư.
2. Trong đó có dự án Khu Công viên An Đồn. Hiện khu đất này đã được xây dựng thành Trường Mẫu giáo ABC rộng 3.600m² (trường này do bà Phan Thị Anh Thư làm Hiệu trưởng, là chị ruột của ông Phan Văn Anh Vũ).
3. Dự án Khu Đô thị Quốc tế Đa Phước trước đây của Công ty TNHH Daewon Cantavil thuộc Tập đoàn Daewon (Hàn Quốc), sau đó được ông Phan Văn Anh Vũ mua lại.
4. Dự án khu du lịch ven biển đường Trường Sa của Công ty I.V.C do ông Phan Văn Anh Vũ làm chủ tịch.
5. Dự án Phú Gia Compound có quy mô 2 ha. Chủ đầu tư là Công ty TNHH Phú Gia Compound, được cho là có liên quan đến ông Vũ.
6. Khu đô thị sinh thái Phú Gia ven sông (Phú Gia Villa Compound) do Công ty CP đầu tư Nhất Gia Phúc làm chủ đầu tư.

Cả sáu dự án này hoặc các công ty ông Vũ là chủ đầu tư hoặc có liên quan đến ông.
- Trong số các nhà công sản có 2 căn nhà được nhường cho ông Nguyễn Xuân Anh sử dụng.

### Nhân chứng
Cựu Phó Chủ tịch UBND thành phố Đà Nẵng (2007-2015) kiêm Chủ tịch Hội đồng Định giá của thành phố, Tiến sĩ Võ Duy Khương, cho biết do phản đối chủ trương bán tài sản công thiếu minh bạch, ông đã bị người lãnh đạo cao nhất của thành phố lúc ấy (Bí thư Nguyễn Bá Thanh) cho thôi chức Chủ tịch Hội đồng Định giá từ khoảng năm 2010 và giao cho một Phó Giám đốc Sở Tài chính. Cho đến trước năm 2014, trong số 31 khu nhà đất công sản ở những vị trí đắc địa nhất được bán trực tiếp hoặc gián tiếp cho Vũ nhôm, đã có tới 30 khu được bán thẳng với giá rẻ mạt không qua đấu giá hoặc được hợp thức hóa thủ tục đấu giá một cách hình thức. Năm 2014, khi ông Võ Duy Khương trở lại làm Chủ tịch Hội đồng Định giá, ông kiên quyết đưa ra đấu giá công khai minh bạch một số công sở và công sản, trong đó có khu nhà Sở Tư pháp ở đường Bạch Đằng. Tuy nhiên, trong số 6 công sở chủ trương mang ra bán đấu giá tại thời điểm đó, việc đấu giá khu nhà Sở Tư pháp đã phải dừng lại do có một văn bản của một cơ quan rất có quyền lực ở Trung ương gửi đến ép phải bán trực tiếp khu công sở này cho Công ty của Vũ nhôm. Tập thể lãnh đạo thành phố không muốn làm "mất lòng" cái cơ quan quyền lực đó ở Trung ương nên thống nhất bán thẳng cho Công ty của Vũ nhôm.

### Khu đất công phía Nam cuối đường Phạm Văn Đồng
Năm 2013, Thanh tra Chính phủ từng thông báo kết luận thanh tra trách nhiệm của Chủ tịch UBND Tp Đà Nẵng, trong đó có đề cập đến việc ông Hoàng Hải và bà Trung Thị Lâm Ngọc (vợ ông Đỗ Anh Tú, Phó Chủ tịch HĐQT Ngân hàng TMCP Tiên Phong (TPBank)) bỏ túi gần 500 tỷ đồng nhờ mua khu đất công phía Nam cuối đường Phạm Văn Đồng. Theo đó, năm 2006, UBND Tp Đà Nẵng chuyển nhượng khu đất trên cho ông Hải và bà Ngọc với tổng giá trị hợp đồng là 84 tỷ đồng. Đến năm 2008, hai người này không triển khai thực hiện dự án, đã ủy quyền cho ông Phan Văn Anh Vũ chuyển nhượng cho ông Phạm Đăng Quan với giá chuyển nhượng 581 tỷ đồng (thu chênh lệch 495 tỷ đồng).

## Vụ kiện nhà báo tội vu khống
Tại thời điểm 8/4 đến 14/5/2017, Tạp chí GTVT điện tử (tapchigiaothong.vn) đã liên tục đăng đàn 8 kì báo phanh phui về những sai phạm nghiêm trọng của Dự án Khu Đô thị Quốc tế Đa Phước (The Surise Bay Đà Nẵng). Thủ tướng Chính phủ đã chỉ đạo Bộ Công an vào cuộc điều tra, làm rõ những sai phạm mà Tạp chí GTVT điện tử nêu ra. Tuy nhiên, nhà báo Dương Hằng Nga, trưởng VPĐD Tạp chí Giao thông Vận tải khu vực miền Trung và Tây Nguyên, người viết loạt bài này bị ông Phan Văn Anh Vũ đâm đơn kiện tại Tòa án quận Hải Châu (Tp Đà Nẵng) với tội vu khống. Vụ kiện kéo dài 5 tháng, nguyên đơn là ông Phan Văn Anh Vũ lại vắng mặt không có lí do trong suốt quá trình hòa giải, thu thập bằng chứng. Vì không có chứng cứ nên Tòa đã ra quyết định đình chỉ vụ án.

### Công ancấm nhà báo xuất cảnh
Cùng thời điểm đâm đơn kiện tại Tòa án, ông Phan Văn Anh Vũ còn gửi đơn kiến nghị đến Cơ quan An ninh Điều tra - Công an thành phố Đà Nẵng rằng phải "xem xét, truy cứu trách nhiệm hình sự đối với hành vi vi phạm của nhà báo Dương Hằng Nga". Chỉ từ một tờ đơn của ông Phan Văn Anh Vũ, Công an thành phố Đà Nẵng đã cấm nhà báo xuất cảnh từ ngày 8/6/2017 trên toàn quốc. Theo luật, một vụ việc dân sự thì chỉ một cơ quan thẩm quyền đó là Tòa án giải quyết. Nhưng Cơ quan An ninh Điều tra lại vào cuộc điều tra lại cấm xuất cảnh như theo luật hình sự. Việc cấm xuất cảnh lại không được thông báo cho đương sự được biết.

#### Quan điểm từCông an
Trả lời việc này, Đại tá Nguyễn Đức Dũng, Trưởng phòng Tham mưu Tổng hợp Công an thành phố Đà Nẵng cho rằng: "Vào thời điểm đó, Công an thành phố Đà Nẵng tiếp nhận được đơn, tin báo tội phạm đối với công dân Dương Thị Hằng Nga. Thực hiện theo thông tư quy định về tiếp nhận thông tin, tin báo tố giác tội phạm thì Cơ quan An ninh Điều tra Công an thành phố Đà Nẵng thực hiện các bước theo tiến trình tiếp nhận xử lý thông tin tố giác tội phạm". "Quá trình này được sự giám sát của Viện Kiểm sát Nhân dân thành phố. Áp dụng các thông tư, quy định của Chính phủ là Nghị định 136 của Chính phủ và Thông tư 21 của Bộ Công an thì Công an Đà Nẵng ra lệnh cấm xuất cảnh 3 tháng đối với công dân Dương Thị Hằng Nga".

#### Quan điểm của luật sư
- Luật sư Phạm Xuân Đạt (Đoàn Luật sư Tp Đà Nẵng) cho rằng vụ việc Công an thành phố Đà Nẵng cấm nhà báo Dương Hằng Nga là hoàn toàn sai trái. Việc cấm không đúng thẩm quyền này, hình sự hóa vụ việc lên là làm tổn thất đến tinh thần cũng như vật chất của nhà báo, xâm phạm quyền và lợi ích hợp pháp của một công dân, chưa nói đến là một nhà báo hoạt động tác nghiệp theo Luật Báo chí cho phép.
- Luật sư Trần Văn Cường (Văn phòng Luật sư Trần Văn Cường - Đoàn Luật sư Tp Đà Nẵng) cũng cho hay, vụ việc cấm nhà báo Dương Hằng Nga mà Công an Đà Nẵng đã làm là hoàn toàn không đúng thẩm quyền.[32]

## Khám xét nhà
Tối ngày 21 tháng 12 năm 2017, Cục An ninh Điều tra, Bộ Công an đã phối hợp với Công an thành phố Đà Nẵng khám xét nhà ông Phan Văn Anh Vũ.

## Khởi tố và truy nã
Tối ngày 22/12/2017, Cơ quan An ninh Điều tra đã phát lệnh truy nã đối với Phan Văn Anh Vũ. Trước đó, Cơ quan An ninh Điều tra Bộ Công an đã có quyết định khởi tố Phan Văn Anh Vũ về tội Cố ý làm lộ tài liệu bí mật nhà nước theo Điều 263, Bộ luật Hình sự năm 1999. Anh Vũ được xác định là không có mặt tại nơi cư trú ở số 82 đường Trần Quốc Toản (phường Hải Châu 1, quận Hải Châu, Tp Đà Nẵng).

### Nhận định
Sáng 28/12/2017, tại phiên Chính phủ họp trực tuyến với 63 tỉnh thành cùng các bộ ngành, Chủ tịch UBND Tp Đà Nẵng Huỳnh Đức Thơ cho biết dư luận Đà Nẵng cho rằng các vụ việc nổi cộm của ông Vũ tại Đà Nẵng chủ yếu là liên quan đến đất đai, bất động sản, nhưng quyết định khởi tố chỉ nói liên quan đến việc làm lộ bí mật Nhà nước. Ông Thơ đề nghị sớm xử lý các tài sản đứng tên ông Vũ và các tài sản nghi vấn để thuận lợi cho việc điều tra và xử lý sau này, vì ông Vũ đã rút vốn ra khỏi 5 công ty và chuyển nhượng các tài sản cá nhân.

### Phong tỏa tài sản
Ngày 11/1/2018, Chủ tịch UBND Tp Đà Nẵng Huỳnh Đức Thơ thông tin về việc phong tỏa các giao dịch tài sản liên quan đến ông Phan Văn Anh Vũ: Ngày 27/12/2017, UBND Tp có văn bản yêu cầu ngừng giao dịch tài sản liên quan 4 cá nhân: Phan Văn Anh Vũ, Lê Văn Sáu, Trần Đại Vũ và Nguyễn Thị Thu Hiền (vợ ông Vũ). Ngoài ra, thành phố yêu cầu kiểm tra, rà soát tất cả các bất động sản trên địa bàn thành phố liên quan đến 4 người có tên nêu trên.

#### Cá nhân bị phong tỏa tài sản
Ngoài hai vợ chồng Phan Văn Anh Vũ, còn có Lê Văn Sáu (sinh 1975), Trần Đại Vũ (sinh 1975) cũng bị phong tỏa tài sản.
Lê Văn Sáu
Theo báo điện tử nhadautu thì "ông Lê Văn Sáu là Chủ tịch HĐQT thứ hai của Công ty CP Nova Bắc Nam 79 (nay là Công ty CP Đầu tư và Phát triển Chấn Phong), pháp nhân đã góp 500 tỷ đồng theo mệnh giá, tương đương 10% vốn Đông Á Bank. Ông Lê Văn Sáu cũng là người tiếp quản và đứng tên sở hữu 45% phần vốn từ Xây dựng Bắc Nam 79 sau khi doanh nghiệp này thoái hết vốn tại Nova Bắc Nam 79 đầu tháng 7/2015. Với việc Nova Bắc Nam 79 tăng vốn từ 6 tỷ đồng ban đầu lên 206 tỷ đồng rồi 438 tỷ đồng vào cuối năm 2016, tỷ lệ vốn 45% của ông Lê Văn Sáu tương đương số tiền gần 200 tỷ đồng. Tuy nhiên vị này đã thoái toàn bộ vốn tại Nova Bắc Nam 79 vào ngày 17/11/2017, chừng 1 tháng trước thời điểm ông Phan Văn Anh Vũ bị khởi tố, truy nã. Ở Công ty CP Xây dựng Bắc Nam 79, ông Lê Văn Sáu cùng ông Phan Văn Anh Vũ là các cổ đông sáng lập. Trong đó ông Phan Văn Anh Vũ góp 650 tỷ đồng, tương đương 92,86% vốn, ông Lê Văn Sáu góp 20 tỷ đồng (2,86%). Cả hai nhà đầu tư trên đã thoái sạch vốn khỏi Xây dựng Bắc Nam 79 vào ngày 26/4/2017. Ngoài ra, ông Lê Văn Sáu còn là đại diện theo pháp luật của Cửa hàng Cafe - Bar Memory Lounge có tiếng tại số 7 Bạch Đằng, Q. Hải Châu, Đà Nẵng. 
Đây là 1 trong số 31 nhà công sản mà Cơ quan An ninh điều tra (Bộ Công an) đang tiến hành điều tra, xác minh làm rõ những sai phạm trong việc thực hiện dự án, mua bán, chuyển nhượng tại Đà Nẵng".

### Bị tạm giam ở Singapore
Một luật sư người Singapore, Choo Zheng Xi, đại diện cho ông Vũ nói (ngày 3/1/2018) Cục Quản lí Xuất nhập cảnh Singapore giữ thân chủ của ông khoảng lúc 11 giờ sáng ngày 28/12/2017, vì ông Vũ mang theo 2 hộ chiếu với 2 nhân thân khác nhau mà đều do chính quyền Việt Nam cấp. Luật sư này trước đó cho biết gia đình của ông Vũ cũng đang ở Singapore và lo lắng về số phận của họ. Victor Pfaff, một luật sư ở Frankfurt đại diện cho ông Vũ, xác nhận đã viết đơn vào ngày 31 tháng 12 gửi cho Tòa Đại sứ Đức ở Singapore xin cho ông Vũ được thu nhận vào nước Đức. Theo lá thư đó, ông Vũ là một thượng tá tình báo làm việc cho Tổng cục 5 của Bộ Công an - Việt Nam, nơi đảm nhiệm vụ bắt cóc Trịnh Xuân Thanh. Ông Vũ có thể đưa cho nhà chức trách Đức "những thông tin quý giá về vụ bắt cóc ông Thanh" và "những tin tức khác".
Blogger Người Buôn Gió cho biết ông Vũ đã liên lạc với ông từ hai tháng trước để hỏi thăm liệu anh ta có thể được tị nạn ở Đức nếu anh ta cung cấp cho các điều tra viên cảnh sát Đức biết chi tiết về vụ bắt cóc Trịnh Xuân Thanh. Ông Vũ cho là mình đang bị rơi vào tình thế nguy hiểm trong cuộc đấu đá tranh giành quyền lực giữa cơ quan tình báo của Công an, phe ông làm việc cho Tổng cục 5, Bộ Công an và Tổng cục 2, Bộ Quốc phòng trong công việc kinh doanh đất đai tại thành phố Đà Nẵng.

### Trục xuất về Việt Nam
Ngày 4 tháng 1 năm 2018, ông Vũ đã về Việt Nam và bị công an bắt tại sân bay quốc tế Nội Bài. Theo một lá thư của Cục Quản lí Xuất nhập cảnh Singapore (ICA) gởi cho luật sư Choo viết ngày 4 tháng 1, ông Vũ bị bắt vì sử dụng hộ chiếu không phải danh tính thực của ông. Chính quyền Việt Nam cho Singapore biết hộ chiếu ông Vũ dùng là hộ chiếu giả mạo. Ngoài 2 hộ chiếu Việt Nam, ông Vũ còn sở hữu một hộ chiếu với quốc tịch Antigua và Barbuda. Lệnh bắt giữ và lệnh trục xuất ông Vũ được ký vào ngày 30/12/2017. Ông Vũ cũng có tên trong Thông báo Đỏ của Interpol.

#### Nhận xét về quyết định trục xuất
- Luật sư Nguyễn Khả Thành từ Việt Nam nói: "...cũng có những quy định của Singapore, nhưng có lẽ vì tính ngoại giao nên người ta có thể bỏ qua và dẫn độ ông Vũ nhôm về Việt Nam vào chiều nay".
- Luật sư Vũ Đức Khanh từ Canada cho rằng do mối quan hệ thân thiết và lợi ích kinh tế, chính trị to lớn giữa Singapore và Việt Nam, nên chính phủ Singapore đã đưa ra một quyết định đi "hơi quá" quy trình pháp lý.[46]
- TS Dương Thanh Biểu - nguyên Phó Viện trưởng Viện Kiểm sát Nhân dân Tối cao nói, việc ông Vũ bị bắt sẽ giúp giải quyết được những khúc mắc, ai giúp sức việc làm hộ chiếu giả, tại sao chỉ trong thời gian ngắn lại có thể thâu tóm rất nhiều nhà, đất công sản ở vị trí đắc địa như vậy tại Đà Nẵng?[47]

### Khởi tố thêm tội
Ngày 7-2-2018, Cơ quan Cảnh sát điều tra Bộ Công an công bố quyết định khởi tố ông Phan Văn Anh Vũ về hành vi lợi dụng chức vụ, quyền hạn trong khi thi hành công vụ. Việc khởi tố vụ án trên phục vụ công tác điều tra, làm rõ toàn bộ hành vi vi phạm pháp luật của Phan Văn Anh Vũ và các cá nhân, tổ chức có liên quan trong việc mua, bán các nhà, đất công sản tại địa bàn TP Đà Nẵng và một số tỉnh, thành khác.

## Vụ án Tổng Giám đốc Ngân hàng Đông Á Trần Phương Bình
Ngày 4 tháng 4 năm 2018, qua điều tra về "Vũ nhôm", Cơ quan Cảnh sát Điều tra - Bộ Công an đã đề nghị Viện Kiểm sát Nhân dân Tối cao truy tố ông Trần Phương Bình - nguyên Tổng Giám đốc DongA Bank và 20 đồng phạm hoàn tất về tội Cố ý làm trái, vi phạm quy định trong cho vay xảy ra tại Ngân hàng TMCP Đông Á (DAB). Trong hàng loạt sai phạm của ông Trần Phương Bình có việc ông Bình đã xuất quỹ sai nguyên tắc, chi 200 tỉ cho Phan Văn Anh Vũ - người đại diện theo pháp luật của Công ty Cổ phần Xây dựng Bắc Nam 79 để Vũ mua cổ phần của DAB. Ông Vũ phải có trách nhiệm hoàn trả 200 tỉ đồng cho DAB.
Ngày 18 tháng 4 năm 2018, Cơ quan Cảnh sát Điều tra Bộ Công an khởi tố bị can đối với Phan Văn Anh Vũ, bổ sung quyết định khởi tố bị can đối với Trần Phương Bình vì liên quan đến hành vi chiếm đoạt 200 tỉ đồng của DAB.
Ngày 27 tháng 11 năm 2018, Tòa án Nhân dân Thành phố Hồ Chí Minh bắt đầu xét xử sơ thẩm vụ án Trần Phương Bình và 25 đồng phạm tội "cố ý làm trái quy định của Nhà nước về quản lí kinh tế gây hậu quả nghiêm trọng", "thiếu trách nhiệm gây hậu quả nghiêm trọng" và "lạm dụng tín nhiệm chiếm đoạt tài sản", gây thiệt hại cho Ngân hàng Thương mại Cổ phần Đông Á - DongA Bank 3.608 tỉ đồng. Phan Văn Anh Vũ là một trong 25 đồng phạm, bị truy tố tội lạm dụng chức vụ, quyền hạn chiếm đoạt tài sản.

### Phát biểu
- Tại tòa, Phan Văn Anh Vũ luôn khẳng định mình bị oan khi bị cáo buộc chiếm đoạt 203 tỷ của Ngân hàng Đông Á (DAB). Bị cáo này đem tính mạng của bản thân, vợ và sáu con ra đặt cược cho phần trả lời của mình, mong được Hội đồng Xét xử ghi nhận.
- Ông Trần Phương Bình bày tỏ sự hối hận: "Bị cáo xin phép Hội đồng Xét xử cho bị cáo được cúi đầu xin lỗi 25 bị cáo, bị cáo tự nguyện kiếp sau, kiếp sau nữa làm thân trâu ngựa để chuộc lỗi này".[51]

### Hình phạt
Ngày 20/12/2018, Trần Phương Bình bị kết án chung thân về tội lạm dụng chức vụ quyền hạn chiếm đoạt tài sản và 20 năm tù về tội cố ý làm trái quy định Nhà nước trong quản lí kinh tế gây hậu quả nghiêm trọng; Bị cáo Phan Văn Anh Vũ 17 năm tù về tội lạm dụng chức vụ quyền hạn chiếm đoạt tài sản, tổng hợp 8 năm tù từ bản án trước là 25 năm tù. Nguyễn Thị Kim Xuyến (Phó Tổng Giám đốc DAB) có vai trò giúp sức tích cực cho Bình dẫn đến thiệt hại 1.574 tỷ đồng và chiếm đoạt 40 tỷ đồng của ngân hàng, Nguyễn Thị Kim Xuyến phải nhận 18 và 20 năm tù lần lượt về các tội danh như ông Bình. Nguyễn Hồng Ánh (cựu cán bộ Công an TP HCM) được Trần Phương Bình phê duyệt cho vay 2.000 lượng vàng bị phạt 10 năm tù về tội Cố ý làm trái quy định của Nhà nước về quản lí kinh tế gây hậu quả nghiêm trọng. Nguyễn Thị Ái Lan (Trưởng phòng Quản lí Tài sản nợ của DAB) thừa nhận sai phạm dẫn đến việc Trần Phương Bình gây thiệt hại 820 tỷ đồng, ngoài ra có tham gia chi lãi suất ngoài trái phép, kinh doanh ngoại hối bị tuyên phạt 9 năm tù. Các bị cáo còn lại nhận mức án từ 2 năm tù treo đến 16 năm tù.

## Tội Cố ý làm lộ bí mật nhà nước
Chiều 30/7/2018 Tòa án Nhân dân Thành phố Hà Nội tuyên án sau một ngày xử kín đối với ông Phan Văn Anh Vũ, 43 tuổi, cùng hai cựu công an khác cùng tội danh. Trong đó, Phan Văn Anh Vũ bị phạt 9 năm tù (sau đó được giảm xuống còn 8 năm). Ông Phan Hữu Tuấn (63 tuổi, cựu trung tướng, cựu Phó Tổng cục trưởng Tổng cục Tình báo, Bộ Công an) bị phạt 7 năm tù. Ông Nguyễn Hữu Bách (55 tuổi, cựu cán bộ Bộ Công an) bị phạt 6 năm tù.

## Vụ án các viên chức Bộ Công an liên quan đến ông Vũ
Hai công ty do Vũ lập và làm chủ trước khi được tuyển làm tình báo viên của Tổng cục Năm là Bắc Nam 79 (Đà Nẵng), Nova Bắc Nam 79 (TP HCM) được sử dụng làm tổ chức bình phong của công an,  mọi hoạt động do Vũ trực tiếp điều hành. Từ năm 2009 đến 2016, căn cứ đề xuất của Vũ "Nhôm", Nguyễn Hữu Bách và Phan Hữu Tuấn đã duyệt, ký phát hành hoặc ký nháy trình Bộ Công an thông qua nhiều văn bản, đề nghị UBND TP HCM, Đà Nẵng cho công ty bình phong được nhận quyền sử dụng 7 khu đất công sản với tổng diện tích 6.700 m2 nhà và 26.800 m2 đất, trị giá hơn 2.500 tỷ đồng, gây thiệt hại cho Nhà nước gần 1.160 tỷ đồng.
Chiều 30/1/2019, TAND Hà Nội tuyên phạt bị cáo Phan Văn Anh Vũ tội Lợi dụng chức vụ quyền hạn trong khi thi hành công vụ 15 năm tù. Tháng 10/2018, Vũ bị TAND Cấp cao tuyên phạt 8 năm tù về tội Cố ý làm lộ bí mật nhà nước, tháng 12/2018 bị TAND TP HCM tuyên phạt 17 năm tù do Lạm dụng chức vụ chiếm đoạt tài sản.
Phan Hữu Tuấn (cựu trung tướng, cựu Phó Tổng cục trưởng Tổng cục V - Tổng cục Tình báo, Bộ Công an) bị phạt 5 năm tù, sau đó được giảm 1 năm còn 4 năm tù tổng hợp bản án 7 năm tù (do "cố ý làm lộ tài liệu bí mật nhà nước" tuyên bố vào năm 2018), hình phạt chung là 11 năm tù.
Nguyễn Hữu Bách (cựu Phó Cục trưởng Cục B61, Tổng cục V, Bộ Công an) bị phạt 5 năm tù, được giảm xuống còn 3 năm 6 tháng, tổng hợp bản án 6 năm tù (về tội "cố ý làm lộ tài liệu bí mật nhà nước" tuyên bố trước đó), hình phạt chung là 9 năm 6 tháng tù. Ông Bách thừa nhận đã soạn thảo văn bản trình lãnh đạo tổng cục và Bộ Công an liên quan việc cho công ty của Vũ "Nhôm" được mua, nhận 6 bất động sản ở Đà Nẵng và TP. HCM và cho biết làm theo chỉ đạo của Phó tổng cục trưởng Phan Hữu Tuấn. Sau đó, được Nguyễn Hữu Bách và Phan Hữu Tuấn giúp sức, Vũ chuyển quyền sử dụng đất từ công ty sang cho cá nhân bị cáo hoặc liên kết kinh doanh, chuyển nhượng cho cá nhân, tổ chức khác nhằm thu lợi bất chính. Một số dự án không triển khai, không có bất cứ hoạt động nghiệp vụ nào phục vụ cho ngành công an.
Bị cáo Bùi Văn Thành (cựu Thứ trưởng Bộ Công an) bị tuyên phạt mức án 2 năm 6 tháng tù về tội Thiếu trách nhiệm gây hậu quả nghiêm trọng. Cựu Thứ trưởng Bộ Công an Bùi Văn Thành thiếu trách nhiệm trong việc chỉ đạo, kiểm tra, theo dõi, thẩm định nhà đất tại số 129 Pasteur (TP HCM), không chỉ đạo Tổng cục IV (Tổng cục Hậu cần - Kỹ thuật, Bộ Công an) có văn bản thông báo để Tổng cục V (Tổng cục Tình báo, Bộ Công an) biết theo dõi cơ sở nhà đất phục vụ mục đích an ninh. Ông Bùi Văn Thành đã ký công văn đề nghị cơ quan chức năng TP. HCM trình cấp quản lý phê duyệt giá bán bất động sản không đúng chức năng, thẩm quyền. Sau đó, công ty thẩm định xác định giá trị nhà đất công sản này thấp hơn quy định nhưng ông Thành không chỉ đạo đơn vị phụ trách làm rõ lý do giảm giá. Hành vi của bị cáo Thành gây thiệt hại cho Nhà nước hơn 3,5 tỷ đồng.
Trước đó, Trung tướng Bùi Văn Thành, Thứ trưởng Bộ Công an bị Bộ Chính trị Đảng Cộng sản Việt Nam quyết định kỷ luật trong cuộc họp hôm 28/7/2018. Bộ Chính trị cũng quyết định cách chức tất cả các chức vụ trong Đảng và giáng cấp bậc hàm đối với ông Bùi Văn Thành (giáng 2 cấp từ trung tướng xuống đại tá). Ông Thành hiện đang giữ các chức vụ Ủy viên Ban Chấp hành Đảng ủy Công an Trung ương nhiệm kỳ 2016 - 2021 và Ủy viên Ban Chấp hành Đảng bộ Tổng cục Hậu cần - Kỹ thuật Bộ Công an nhiệm kỳ 2010 - 2015. Trong những vi phạm, khuyết điểm của ông Bùi Văn Thành có chuyện ông "tự ý ký quyết định cho Phan Văn Anh Vũ tham gia đoàn đi nước ngoài và đề nghị cấp hộ chiếu ngoại giao cho Phan Văn Anh Vũ không đúng đối tượng, không đúng tiêu chuẩn".
Cùng tội danh, cựu Thứ trưởng Bộ Công an Trần Việt Tân bị phạt 3 năm tù. Ông Tân bị cho là thiếu trách nhiệm trong việc quản lý, chỉ đạo cục B61 (thuộc Tổng cục Tình báo, Bộ Công an) giúp Vũ xin quyền sử dụng đất công sản tại Đà Nẵng và Tp HCM không qua đấu giá, không sử dụng vào mục đích nghiệp vụ của ngành công an. Từ đó, để Vũ lợi dụng danh nghĩa công ty bình phong và các văn bản của ngành công an để được thuê các nhà, đất công sản theo hình thức chỉ định không qua đấu giá, gây thiệt hại đặc biệt lớn cho ngân sách 155 tỷ đồng.

## Bị khởi tố vì liên quan
- Ngày 17/4/2018, cơ quan điều tra đã khởi tố và bắt tạm giam ông Trần Văn Minh, nguyên Chủ tịch UBND Đà Nẵng từ 2006-2011, và khởi tố (cho tại ngoại) ông Văn Hữu Chiến, nguyên Chủ tịch UBND Đà Nẵng từ 2011-2014, do liên quan đến vụ Vũ "nhôm". Cả hai ông đều bị khởi tố về hai tội danh: "Vi phạm quy định về quản lí, sử dụng tài sản Nhà nước gây thất thoát, lãng phí" quy định tại Điều 219 Bộ luật Hình sự năm 2015 và "Vi phạm các quy định của Nhà nước về quản lí đất đai" quy định tại Điều 229 Bộ luật Hình sự năm 2015. Ông Văn Hữu Chiến hiện là Chủ tịch Liên hiệp các Hội Khoa học và Kĩ thuật Đà Nẵng. Giữa tháng 7, Cơ quan Cảnh sát Điều tra Bộ Công an gửi văn bản đề nghị UBND Tp Đà Nẵng cùng các sở, ngành liên quan xác minh và phong tỏa tài sản thuộc sở hữu của ông Trần Văn Minh và ông Văn Hữu Chiến.[58]
- Các người khác cũng bị khởi tố là ông Nguyễn Điểu, nguyên Giám đốc Sở Tài nguyên - Môi trường thành phố Đà Nẵng, ông Trần Văn Toán, nguyên Phó Giám đốc Sở Tài nguyên - Môi trường thành phố Đà Nẵng và Lê Cảnh Dương, Giám đốc Ban Xúc tiến và Hỗ trợ Đầu tư thành phố Đà Nẵng. Cả ba cùng bị khởi tố về hành vi "Vi phạm các quy định của Nhà nước về quản lí đất đai" quy định tại Điều 229 Bộ luật Hình sự năm 2015.[59]
- Cùng ngày, Cơ quan Cảnh sát Điều tra, Bộ Công an đã ra quyết định khởi tố bị can, lệnh bắt tạm giam đối với ông Phan Hữu Tuấn, nguyên Phó Tổng cục trưởng Tổng cục Tình báo (Tổng cục 5), cấp bậc trung tướng, vì liên quan đến vụ án của ông Phan Văn Anh Vũ. Đồng thời Cơ quan CSĐT Bộ Công an cũng khởi tố và bắt tạm giam Nguyễn Hữu Bách, cán bộ Bộ Công an, trú tại quận Hoàng Mai, Hà Nội, về hành vi "Cố ý làm lộ bí mật nhà nước" quy định tại Điều 337 Bộ luật Hình sự năm 2015.[60] Ông Nguyễn Hữu Bách bị Bộ trưởng Công an Tô Lâm, còn ông Phan Hữu Tuấn bị Chủ tịch nước Trần Đại Quang kí quyết định tước danh hiệu Công an Nhân dân. Cả hai bị cáo buộc đã vi phạm các quy định về quản lí, sử dụng và bảo vệ bí mật Nhà nước, qua đó giúp sức cho Vũ "nhôm" thâu tóm nhiều dự án đất đai tại Đà Nẵng và một số địa phương khác.[61]

### Hứa làm quốc tịch Mỹ
Với âm mưu muốn nhậ̣p tịch Quốc tịch Mĩ khi đang lẩn trốn ở Singapore, Phan Văn Anh Vũ đã nhờ Hoàng Hữu Châu (sinh năm 1963, cư trú tại phường 11, quận Phú Nhuận, TP Hồ Chí Minh) làm quốc tịch Mĩ cho Vũ và người thân trong gia đình. Châu đã nhân việc này lừa đảo hàng trăm ngàn USD của Phan Văn Anh Vũ. Do đó, ngày 24/8/2018, Cơ quan Cảnh sát điều tra, Bộ Công an đã ra quyết định khởi tố và tạm giam Hoàng Hữu Châu về tội "Lừa đảo chiếm đoạt tài sản" quy định tại Điều 174 Bộ luật Hình sự năm 2015.

## Những vụ sai phạm của quan chức Đà Nẵng có liên quan đến Vũnhôm
Từ năm 2007 đến nay rất nhiều nhà đất công sản ở Đà Nẵng được bán có dấu hiệu vi phạm khi không thực hiện theo đúng quy định của Luật Đất đai. Các cá nhân lãnh đạo TP Đà Nẵng lúc bấy giờ có Bí thư Thành ủy Nguyễn Bá Thanh và các Chủ tịch UBND TP Trần Văn Minh, Văn Hữu Chiến. Các cơ quan, cá nhân có liên quan là ông Nguyễn Điểu (Giám đốc Sở Tài nguyên - Môi trường), Đào Tấn Bằng (Phó Chánh Văn phòng UBND TP), Lê Cảnh Dương (Giám đốc Ban Xúc tiến và Hỗ trợ Đầu tư thành phố Đà Nẵng).
Cụ thể, rất nhiều khu đất, nhà công sản được bán cho ông Vũ được tập thể lãnh đạo UBND TP Đà Nẵng thống nhất bán không qua đấu giá, người đứng đầu UBND TP Đà Nẵng lúc đó là ông Trần Văn Minh.
Liên quan đến dự án Đa Phước dưới thời ông Văn Hữu Chiến, ngày 17/1/2013, Thanh tra Chính phủ công khai thông báo về kết luận thanh tra trách nhiệm của chủ tịch UBND TP Đà Nẵng trong việc chấp hành pháp luật về thanh tra, khiếu nại, tố cáo và phòng, chống tham nhũng, thanh tra một số dự án đầu tư có liên quan đến việc quản lí sử dụng đất đai với thất thoát được chỉ ra là trên 3.400 tỉ đồng. Riêng khu đất 29 ha thuộc dự án Sân golf Đa Phước giao cho Công ty CP 79 thấp hơn giá TP quy định, làm lợi cho Công ty CP 79 là hơn 570 tỉ đồng.
Trong các văn bản liên quan vụ bán Sân vận động Chi Lăng một cách nhanh chóng cho 10 công ty thành viên của Tập đoàn Thiên Thanh có bút phê của ông Nguyễn Bá Thanh, lúc đó là Bí thư Thành ủy Đà Nẵng. Ngày 18/4/2018 ông Nguyễn Điểu cho biết "Thời tôi làm Giám đốc Sở Tài nguyên - Môi trường chủ yếu phải thực hiện theo lệnh của anh Thanh (tức Nguyễn Bá Thanh, cố Bí thư Thành ủy Đà Nẵng) để hợp thức hóa các thủ tục mua bán. Còn anh Trần Văn Minh và anh Văn Hữu Chiến là người trực tiếp ra các quyết định giao đất. Sở không được tham mưu gì cả".

### Nghi vấn
Ngày 27/4/2018, tại buổi tiếp xúc cử tri quận Sơn Trà, trưởng đoàn Đại biểu Quốc hội TP Đà Nẵng Nguyễn Thanh Quang cho biết lãnh đạo Đà Nẵng đã yêu cầu Giám đốc Công an thành phố Đà Nẵng, Đại tá Lê Văn Tam giải trình về biệt thự của ông ta. Ông Tam được cho là sở hữu căn biệt thự có giá trị trăm tỉ đồng tại khu đất rộng khoảng 1.000m² trong làng biệt thự Euro Village (quận Sơn Trà, Đà Nẵng) do Vũ "nhôm" tặng. Đại tá Lê Văn Tam công nhận là có một căn nhà tại Euro Village nhưng phủ nhận nhà đó được Vũ "nhôm" tài trợ.
Ngày 7 tháng 12 năm 2018, Ban Chấp hành Đảng bộ thành phố Đà Nẵng đề nghị kỷ luật ông Lê Văn Tam bằng hình thức khiển trách do có khuyết điểm, vi phạm trong việc kê khai tài sản, thu nhập không đúng quy định.

### 18/9/2018
Một số cán bộ Đà Nẵng bị bắt, khám xét nhà do liên quan tới Vũ "nhôm" vì "Vi phạm các quy định về quản lí đất đai" bao gồm: Đào Tấn Bằng, sinh năm 1975, nguyên Phó Chánh Văn phòng UBND TP Đà Nẵng, nay là Bí thư Đảng ủy khối các Khu công nghiệp TP Đà Nẵng; Nguyễn Viết Vĩnh, sinh năm 1978, nguyên Trưởng phòng Quản lí Đô thị UBND TP Đà Nẵng, nay là Giám đốc Cảng vụ Đường thủy Nội địa. Bộ Công an cũng ra quyết định khởi tố, lệnh cấm đi khỏi nơi cư trú và lệnh khám xét chỗ ở đối với các bị can với cùng tội trên: ông Nguyễn Văn Cán, sinh năm 1954, nguyên Chánh Văn phòng UBND TP Đà Nẵng; ông Phan Xuân Ít, sinh năm 1954, nguyên Phó Chánh Văn phòng UBND TP Đà Nẵng.

## Những sai phạm của quan chức tại TP HCM
Ngày 18/9/2018, Bộ Công an ra quyết định khởi tố, áp dụng lệnh cấm đi khỏi nơi cư trú và lệnh khám xét chỗ ở, nơi làm việc đối với các bị can về hành vi "Vi phạm quy định về quản lí, sử dụng tài sản Nhà nước gây thất thoát, lãng phí" dính líu tới các dự án liên quan đến Phan Văn Anh Vũ, trong số đó có bốn người từng làm lãnh đạo ở TP. HCM: Nguyễn Hữu Tín (SN 1957, nguyên Phó Chủ tịch Ủy ban Nhân dân TP. HCM), Đào Anh Kiệt (SN 1957, nguyên Giám đốc Sở Tài nguyên và Môi trường TP. HCM), Lê Văn Thanh (SN 1962, Phó Chánh Văn phòng Ủy ban Nhân dân TP. HCM) và Nguyễn Thanh Chương (SN 1974, Trưởng phòng Đô thị, Văn phòng Ủy ban Nhân dân TP. HCM).
Ông Nguyễn Hữu Tín đã chỉ đạo các sở ngành giao một số lô đất vàng cho Công ty CP Nova Bắc Nam 79 của Vũ "nhôm". Lô đất đầu tiên phải kể đến là khu số 8 đường Nguyễn Trung Trực, Quận 1. Ông Tín cho phép công ty này xây dựng khu phức hợp cao 25 tầng trên khu này có diện tích khoảng 13.000m². Ông Tín cũng chỉ đạo UBND Quận 1 cưỡng chế căn nhà liền kề khu đất của hộ gia đình ở 69A đường Lý Tự Trọng. Một khu đất nữa là số 15 đường Thi Sách, Quận 1, diện tích hơn 2.300m². Một khu đất khác lọt vào tay Vũ "nhôm là khu đất vàng nằm trên đường Pasteur, Quận 1.

## Vụ án sai phạm giao đất công sản tại TP HCM
Từ năm 2014 đến 2016, Thứ trưởng Bộ Công an Trần Việt Tân ký các công văn đề nghị UBND TP HCM, Bộ Văn hóa Thể thao - Du lịch "tạo điều kiện" cho Công ty Bắc Nam 79 do Phan Văn Anh Vũ làm Chủ tịch HĐQT (công ty bình phong) được thuê nhà đất 15 Thi Sách phục vụ mục đích an ninh quốc phòng. Ông Nguyễn Hữu Tín (62 tuổi, cựu Phó chủ tịch UBND TP HCM phụ trách đất đai, môi trường giai đoạn 2011 - 2016) không báo cho Trưởng ban chỉ đạo 09 và Sở Tài chính tham mưu mà giao Sở Tài nguyên - Môi trường hướng dẫn thủ tục. Các bị cáo Lê Văn Thanh (cựu phó chánh Văn phòng UBND TP. HCM), Nguyễn Thanh Chương (cựu trưởng phòng đô thị thuộc Văn phòng UBND TP. HCM), Đào Anh Kiệt (cựu giám đốc Sở Tài nguyên - môi trường) và Trường Văn Út (cựu phó trưởng phòng quản lý đất Sở Tài nguyên - môi trường) đã tham mưu cho ông Tín ký ban hành chủ trương, quyết định cho thuê đất, bán chỉ định nhà và khấu trừ tiền thuê đất đối với nhà đất số 15 Thi Sách trái quy định, gây thiệt hại hơn 6,7 tỷ đồng hỗ trợ trái pháp luật cho công ty của Vũ "nhôm" và hơn 802 tỷ đồng giá trị quyền sử dụng đất. Do những vi phạm trên, ngày 31.12.2019 tòa tuyên phạt Nguyễn Hữu Tín 7 năm tù; Kiệt 6 năm 6 tháng tù; Út 5 năm; Thanh 4 năm; Chương 3 năm tù.

## Phân tích
Các chuyên gia nhà nước cho rằng, đây là điển hình cho "lũng đoạn" kinh tế.
- Theo thiếu tướng Lê Văn Cương - nguyên Viện trưởng Viện Nghiên cứu Chiến lược Bộ Công an, việc doanh nghiệp tặng xe cho nhiều địa phương đều có mục đích riêng tư cả. Để giải quyết được tình trạng doanh nghiệp "lũng đoạn" bằng cách quan hệ với quan chức thì bản thân các cơ quan quản lí Nhà nước như Ủy ban Kiểm tra của các sở ban ngành, của tỉnh phải vào cuộc và làm hết trách nhiệm. Một khi đã có kết luận kiểm tra bằng văn bản, nếu gửi lên nhiều lần mà lãnh đạo cao nhất của tỉnh không giải quyết thì khi đó trách nhiệm thuộc về những người đó.[71]
- PGS. TS. Nguyễn Văn Nam – nguyên Viện trưởng Viện Nghiên cứu Thương mại cho biết: Tham nhũng ngày nay là từ các quan hệ có sự "móc ngoặc" theo kiểu hứa hẹn để xin được dự án, rồi sẽ chi chia một khoản tiền từ chính dự án đó. Ở Việt Nam các quy định của pháp luật về vấn đề này còn chung chung nên rất khó xử lý.[71]
- PGS. TS. Đinh Trọng Thịnh – Học viện Tài chính cho biết: Có tình trạng một số doanh nghiệp có quan hệ thân hữu với các quan chức, dẫn tới hiện tượng thao túng hoạt động về chính sách nói riêng cũng như hoạt động kinh doanh nói chung ngày càng phổ biến. Bản chất ở đây là sự cấu kết, móc nối của một số doanh nghiệp với những người có chức có quyền trong bộ máy công quyền để từ đó lợi dụng chức vụ quyền hạn cũng như chức trách của mình, đem lại lợi ích cho doanh nghiệp đó hoặc nhóm người nào đó. Ông nhận xét, ông Vũ "nhôm" là trường hợp có thể điều chỉnh mối quan hệ giữa các doanh nghiệp và cả các quan chức nên mới xảy ra tình trạng muốn gì được đó, coi thường cả luật pháp và các quan chức. Tình trạng này đang bóp méo cạnh tranh lành mạnh trong môi trường kinh doanh của nền kinh tế. Từ đó, làm cho cạnh tranh bình đẳng, công bằng và tuân thủ theo luật pháp chẳng còn ý nghĩa gì. Nó sẽ còn ảnh hưởng tới cả lòng tin của các doanh nghiệp vào luật lệ, lòng tin của xã hội, của người dân sẽ bị ảnh hưởng.[71]

## Nhận xét
- Nhà báo Hoàng Hải Vân, cựu Tổng Thư ký báo Thanh Niên nhận xét về ảnh hưởng các nhóm lợi ích ở Đà Nẵng: "Ông Nguyễn Xuân Anh và ông Huỳnh Đức Thơ suy cho cùng cũng là nạn nhân của một khối ung nhọt lưu cữu từ thời ông Nguyễn Bá Thanh làm Chủ tịch. Bộ máy Đảng và Chính quyền Đà Nẵng đang bị các nhóm lợi ích chi phối, khống chế, tạo thành một khối ung nhọt. Ông Nguyễn Bá Thanh không còn, nhưng các nhóm lợi ích này vẫn tồn tại, không chỉ tồn tại mà ăn sâu vào các chân rết trong bộ máy, không chỉ ở Đà Nẵng mà còn khống chế ở cấp cao hơn... Điều tôi muốn nói là, cho dù là ai đi chăng nữa, nếu đưa vào các cương vị lãnh đạo Đà Nẵng trước khi đập vỡ các nhóm lợi ích này thì đều rơi vào thảm cảnh. Người không có bản lĩnh thì bị các nhóm lợi ích nhào nặn để sai khiến, người trung kiên bản lĩnh thì sẽ bị đánh bật ra suốt đời phải chịu oan sai thân bại danh liệt".[72]
- Nhận xét của báo Người Lao Động ngày 19/4/2018: Vũ "nhôm" không thể tác oai, tác quái nếu trước đây, cơ quan có thẩm quyền xử lí đến nơi đến chốn đối với Vũ "nhôm" và các quan chức làm sai. Bởi lẽ, vào năm 2013, Thanh tra Chính phủ đã từng thanh tra đất đai TP Đà Nẵng và có kết luận sai phạm 3.400 tỉ đồng liên quan đến việc bán đất công, trong đó có 22 dự án liên quan đến của Vũ "nhôm". Lúc đó, Thanh tra Chính phủ kiến nghị Thủ tướng kiểm điểm Chủ tịch, các Phó Chủ tịch UBND TP Đà Nẵng và các tổ chức, cá nhân có liên quan trong thời kỳ 2003-2011. Thanh tra Chính phủ còn kiến nghị Thủ tướng giao Bộ Công an xác minh, làm rõ dấu hiệu cố ý làm trái, hành vi chuyển nhượng đất trái phép, gây thất thu ngân sách, nếu có dấu hiệu tội phạm thì phải xử lý hình sự.[73]

## Vụ khởi tố tương tự
Ngày 20/12/2017, 2 ngày trước khi thượng tá công an Vũ nhôm bị truy nã, Bí thư Thành ủy Đà Nẵng Trương Quang Nghĩa cho biết trong quân đội cũng có một trường hợp tương tự, "Út trọc" với cấp bậc thượng tá hoạt động như một doanh nhân cũng đã bị bắt.
Út "trọc" là biệt danh của ông Đinh Ngọc Hệ, Chủ tịch HĐQT Công ty Cổ phần Phát triển Đầu tư Thái Sơn. Ông Đinh Ngọc Hệ sinh năm 1971, cư trú tại TP.HCM. Công ty Thái Sơn, được thành lập từ tháng 9/2009, có trụ sở tại Quận 1, TP.HCM. Công ty này đăng ký hoạt động kinh doanh trong nhiều lĩnh vực, từ đầu tư xây dựng các công trình giao thông, dân dụng, quốc phòng, khai thác khoáng sản đến vận tải hàng hóa, khai thác kho bãi logistics, phân phối bia - rượu - nước giải khát, kinh doanh nhà hàng, khách sạn... với 10 chi nhánh khắp cả nước. Doanh nghiệp này cũng sở hữu 40% cổ phần của BOT cầu Việt Trì.
Trong hàng loạt dự án mà Thái Sơn trúng thầu luôn có một doanh nghiệp hoạt động chung với Thái Sơn trong liên danh các nhà thầu. Đó chính là Công ty Cổ phần Tập đoàn Yên Khánh, có trụ sở chính cũng tại Quận 1, TP.HCM, do Trần Ngọc Lê đứng tên đại diện pháp luật, giám đốc là bà Vũ Thị Hoan. Theo thông tin của Tuổi Trẻ có được, ông Đinh Ngọc Hệ được cho là "có quan hệ mật thiết" với bà Hoan, nên gần như nắm toàn bộ hoạt động của Yên Khánh.

## Các vụ bán đất công khác không qua đấu giá

### Vụ bán 5.000m² đất vàng Sài Gòn
Ngày 9/5/2018, Thanh tra Chính phủ kiến nghị thu hồi lô đất số 8-12 Lê Duẩn (Quận 1) rộng gần 5.000m² bán cho tư nhân sai quy định, gây thất thoát hàng nghìn tỉ đồng ngân sách, đề nghị xử lí nghiêm sai phạm của UBND TP HCM, các sở ngành và doanh nghiệp liên quan. Phó Chủ tịch thường trực Nguyễn Thành Tài bị cáo buộc đã chấp thuận cho các đơn vị làm sai chỉ thị. Chủ trương của TP HCM về dự án này đã bị Giám đốc Công ty Quản lí Kinh doanh Nhà thành phố giai đoạn 2010-2011 Nguyễn Thị Thu Thủy cùng nhiều đơn vị, cá nhân liên quan "lái" sang hướng khác. Sở Tài nguyên - Môi trường đề xuất UBND TP HCM ban hành Quyết định 3030 chấp thuận cho Công ty Lavenue được giao khu đất số 8-12 Lê Duẩn là không đúng với quy định. Sở Tài chính đã không kiến nghị Bộ, ngành Trung ương hướng dẫn để tránh gây thiệt hại cho ngân sách nhà nước. Sở Quy hoạch - Kiến trúc đề xuất UBND thành phố chấp thuận phương án kiến trúc công trình dự kiến ở khu đất theo kiến nghị của chủ đầu tư không phù hợp quy định của Luật Quy hoạch Đô thị, trái với các quyết định trước đó của UBND thành phố.

### Phần đất công sản trên 32,4 ha ở Phước Kiển, Nhà Bè
Phần đất công sản trên 32,4 ha ở Phước Kiển (Nhà Bè) được cho là có giá thị trường hơn 2.400 tỉ đồng nhưng lại được Công ty TNHH MTV Đầu tư và Xây dựng Tân Thuận (100% vốn thuộc Văn phòng Thành ủy TP.HCM) bán cho Công ty Cổ phần Quốc Cường Gia Lai với giá chỉ hơn 419 tỉ đồng. Theo Báo Người Tiêu dùng, người chịu trách nhiệm là Phó Bí thư Thường trực Thành ủy TP.HCM đương nhiệm, ông Tất Thành Cang. Cụ thể, ngày 1/6/2017, Văn phòng Thành ủy có Thông báo số 512-TB/VPTU, thông báo ý kiến chỉ đạo của Phó Bí thư Thường trực Thành ủy Tất Thành Cang, chấp thuận cho thương vụ mua bán này.

## Trong văn hóa đại chúng
Vụ án của Phan Văn Anh Vũ đã trở thành nguồn cảm hứng cho bộ phim Sinh tử do Trung tâm Phim truyền hình Việt Nam (VFC) sản xuất năm 2018. Nhân vật Mai Hồng Vũ (do nam diễn viên Việt Anh thủ vai) được cho là lấy cảm hứng từ ông.